# Charles Spencer-Churchill (politico)
Charles Spencer-Churchill (3 dicembre 1794 – 28 aprile 1840) è stato un nobile e politico britannico.

## Biografia
Figlio cadetto di George Spencer-Churchill, V duca di Marlborough e di lady Susan Stewart, figlia del VII conte di Galloway, come il padre la sua vita fu dominata dai problemi finanziari. Durante le Guerre napoleoniche servì nell'esercito e partecipò alla campagna peninsulare e alla successiva invasione della Francia.
Entrato in Parlamento nel 1818 in due successive elezioni rimase ancor più indebitato, per questo non si ricandidò più due anni dopo. Rimasto fuori dalla Camera, per far fronte ai creditori si spostò, come già il padre, verso i Tories di Lord Liverpool. 
Nello stesso periodo tentò anche di ottenere un brevetto di maggiore nell'esercito, contando sull'appoggio del Duca di Wellington, ma anche in questo caso, nonostante i ripetuti tentativi, non ottenne nulla. 
Durante un soggiorno a Parigi nel 1819 attirò l'attenzione di una ricca vedova, Mrs Trelawny Brereton, che sperava di fargli sposare la figlia Charlotte. Sempre più pressato dai creditori, Lord Charles si vide anche incalzato dall'aspirante suocera, la quale gli promise di pagare tutti i suoi debiti, oltre a garantire alla figlia una rendita annua di 400 sterline, in cambio del matrimonio. Egli tuttavia rifiutò l'accordo, giudicandolo inaccettabile; inoltre, nello stesso periodo la madre permise agli amministratori del trust che gestiva il patrimonio Marlborough di pagare una parte dei debiti di Charles. Infine, poco prima dell'udienza di bancarotta, il duca di Wellington riuscì, nel 1824 a far ottenere a Lord Charles il grado di capitano nel 75º fanteria.
Nelle elezioni per Woodstock nel 1826 Charles si schierò con il fratello Lord Blandford per riaffermare l'egemonia della famiglia nella zona, partecipando addirittura a risse con gli oppositori per le strade. 
Nell'agosto del 1827 si sposò con Ethlered Catherine Bennet, figlia di una parlamentare del Wiltshire, John Bennet. 
Riuscì infine a rientrare in Parlamento con il fratello nel 1830, schierandosi all'opposizione contro l'emancipazione dei cattolici. Negli anni successivi si segnalò,a differenza del fratello, come strenuo oppositore del progetto di riforma parlamentare di Lord Grey, che ambiva a sottrarre i seggi parlamentari all'influenza delle grandi famiglie, residenti nella campagna, in favore delle nascenti città industriali. Dopo che il progetto divenne legge con il Reforma Act del 1832, Lord Charles lasciò il seggio di Woodstock, ridotto a un solo rappresentante, al fratello Blandford.
Ritornò alla Camera, sempre per Woodstock, nel 1835, ma fu sconfitto due anni più tardi. Rimasto vedovo nel 1839 morì infine l'anno seguente.

## Matrimonio e discendenza
Dalla moglie aveva avuto cinque figli, due femmine e tre maschi:
- Susan Spencer-Churchill (d. 2 February 1898), sposò John Horatio Nelson, figlio di Thomas Nelson, II conte Nelson, pronipote di Horatio Nelson, ed ebbe discendenza;
- Charles Henry Spencer-Churchill (1828 – 1877), sposò nel 1862 Rosalie Lowther;
- John Kemys George Thomas Spencer-Churchill (1835 – 1913), sposò Edith Maxwell Lockhart, zia della scrittrice Jean Rhys[2]
- altre due figlie;

## Ascendenza
|                                                 |                                         |                                    | Genitori                                |  |  | Nonni |  |  | Bisnonni                                 |  |  | Trisnonni                                |  |
|                                                 |                                         |                                    |                                         |  |  |       |  |  | Charles Spencer, III duca di Marlborough |  |  | Charles Spencer, III conte di Sunderland |  |
|                                                 |                                         |                                    |                                         |  |  |       |  |  | Charles Spencer, III duca di Marlborough |  |  | Charles Spencer, III conte di Sunderland |  |
|                                                 |                                         | lady Anne Churchill                |                                         |  |  |       |  |  | Charles Spencer, III duca di Marlborough |  |  |                                          |  |
| George Spencer, IV duca di Marlborough          |                                         |                                    |                                         |  |  |       |  |  | Charles Spencer, III duca di Marlborough |  |  |                                          |  |
|                                                 |                                         | hon. Elisabetta Trevor             | Thomas Trevor, II barone Trevor         |  |  |       |  |  |                                          |  |  |                                          |  |
|                                                 |                                         | hon. Elisabetta Trevor             | Thomas Trevor, II barone Trevor         |  |  |       |  |  |                                          |  |  |                                          |  |
|                                                 |                                         | hon. Elisabetta Trevor             | Elizabeth Burrell                       |  |  |       |  |  |                                          |  |  |                                          |  |
| George Spencer-Churchill, V duca di Marlborough |                                         | hon. Elisabetta Trevor             |                                         |  |  |       |  |  |                                          |  |  |                                          |  |
|                                                 |                                         | John Russell, IV duca di Bedford   | Wriothesley Russell, II duca di Bedford |  |  |       |  |  |                                          |  |  |                                          |  |
|                                                 |                                         | John Russell, IV duca di Bedford   | Wriothesley Russell, II duca di Bedford |  |  |       |  |  |                                          |  |  |                                          |  |
|                                                 |                                         | John Russell, IV duca di Bedford   | Elizabeth Howland                       |  |  |       |  |  |                                          |  |  |                                          |  |
| lady Caroline Russell                           |                                         | John Russell, IV duca di Bedford   |                                         |  |  |       |  |  |                                          |  |  |                                          |  |
|                                                 |                                         | lady Gertrude Leveson-Gower        | John Leveson-Gower, I conte Gower       |  |  |       |  |  |                                          |  |  |                                          |  |
|                                                 |                                         | lady Gertrude Leveson-Gower        | John Leveson-Gower, I conte Gower       |  |  |       |  |  |                                          |  |  |                                          |  |
|                                                 |                                         | lady Gertrude Leveson-Gower        | lady Evelyn Pierrepont                  |  |  |       |  |  |                                          |  |  |                                          |  |
| lord Charles Spencer-Churchill                  |                                         | lady Gertrude Leveson-Gower        |                                         |  |  |       |  |  |                                          |  |  |                                          |  |
|                                                 | Alexander Stewart, VI conte di Galloway | James Stewart, V conte di Galloway |                                         |  |  |       |  |  |                                          |  |  |                                          |  |
|                                                 | Alexander Stewart, VI conte di Galloway | James Stewart, V conte di Galloway |                                         |  |  |       |  |  |                                          |  |  |                                          |  |
|                                                 | Alexander Stewart, VI conte di Galloway | lady Catherine Montgomerie         |                                         |  |  |       |  |  |                                          |  |  |                                          |  |
| John Stewart, VII conte di Galloway             | Alexander Stewart, VI conte di Galloway |                                    |                                         |  |  |       |  |  |                                          |  |  |                                          |  |
|                                                 |                                         | lady Catherine Cochrane            | John Cochrane, IV conte di Dundonald    |  |  |       |  |  |                                          |  |  |                                          |  |
|                                                 |                                         | lady Catherine Cochrane            | John Cochrane, IV conte di Dundonald    |  |  |       |  |  |                                          |  |  |                                          |  |
|                                                 |                                         | lady Catherine Cochrane            | lady Anne Murray                        |  |  |       |  |  |                                          |  |  |                                          |  |
| lady Susan Stewart                              |                                         | lady Catherine Cochrane            |                                         |  |  |       |  |  |                                          |  |  |                                          |  |
|                                                 |                                         | sir James Dashwood, II baronetto   | Robert Dashwood                         |  |  |       |  |  |                                          |  |  |                                          |  |
|                                                 |                                         | sir James Dashwood, II baronetto   | Robert Dashwood                         |  |  |       |  |  |                                          |  |  |                                          |  |
|                                                 |                                         | sir James Dashwood, II baronetto   | Dorothy Read                            |  |  |       |  |  |                                          |  |  |                                          |  |
| Anne Dashwood                                   |                                         | sir James Dashwood, II baronetto   |                                         |  |  |       |  |  |                                          |  |  |                                          |  |
|                                                 |                                         | Elizabeth Spencer                  | Edward Spencer                          |  |  |       |  |  |                                          |  |  |                                          |  |
|                                                 |                                         | Elizabeth Spencer                  | Edward Spencer                          |  |  |       |  |  |                                          |  |  |                                          |  |
|                                                 |                                         | Elizabeth Spencer                  | Anne Baker                              |  |  |       |  |  |                                          |  |  |                                          |  |
|                                                 |                                         | Elizabeth Spencer                  |                                         |  |  |       |  |  |                                          |  |  |                                          |  |